# Felix Lange
Felix Lange ist ein deutscher Rechtswissenschaftler und seit 2023 Inhaber des Lehrstuhls für Völkerrecht an der Universität zu Köln.

## Karriere
Lange studierte von 2004 bis 2010 Rechtswissenschaften (Erstes Staatsexamen) und Neuere Geschichte (Master of Arts) an der Albert-Ludwigs-Universität Freiburg, Universität Uppsala und der Humboldt-Universität zu Berlin. Danach folgte bis 2011 ein Master of Laws an der New York University. Bis 2013 schloss er das Zweite Staatsexamen in Berlin mit Stationen beim Auswärtigen Amt und dem Bundesverfassungsgericht ab. Danach promovierte er bis 2016 an der HU über den Völkerrechtler Hermann Mosler. Bis 2023 arbeitete er in der DFG-Forschungsgruppe „The International Rule of Law - Rise or Decline?“. Währenddessen übernahm er Vertretungsprofessuren an der Universität Potsdam und der Georg-August-Universität Göttingen. Im Jahr 2021 habilitierte er sich bei Georg Nolte mit einer rechtsvergleichenden Arbeit über Verträge und Gewaltenteilung an der HU. Schließlich erhielt er 2023 die Heisenberg-Professur an der Universität zu Köln und übernahm zugleich die Direktorenstelle am Institut für Völkerrecht.
Seine Forschungsschwerpunkte sind vergleichendes Völkerrecht mit Bezügen zum Kolonialrecht und der NS-Zeit sowie Verfassungsrecht mit Bezug zu Entscheidungen des Bundesverfassungsgerichtes.

## Veröffentlichungen
- Praxisorientierung und Gemeinschaftskonzeption. Hermann Mosler als Wegbereiter der westdeutschen Völkerrechtswissenschaft nach 1945. Springer, Berlin 2017, ISBN 978-3-662-54217-0. (Dissertation)[5]
- Treaties and the Three Branches – Comparing Germany, India, South Africa, and the United States. 2021.